# Heinz Goffart
Heinz Goffart (* 3. April 1932 in Köln) ist ein ehemaliger deutscher Fußballspieler.
Heinz Goffart (in manchen Veröffentlichungen wird er auch Goffard oder Goffarth geschrieben) ging 1952 zum 1. FC Köln. In fünf Jahren, in denen er für diesen Verein spielte, kam der Abwehrspieler nur auf 14 Einsätze. Einer seiner Trainer war Hennes Weisweiler.
In der Saison 1957/58 hat er bei Eintracht Braunschweig in der Fußball-Oberliga Nord vier Ligaspiele bestritten.

## Vereine
- 1952–1957 1. FC Köln

## Statistik
- 13 Spiele 1. FC Köln

- Westdeutscher Pokal
1 Spiel 1. FC Köln